# Эвергрин (Алабама)
Эвергрин (англ. Evergreen) — город в США, административный центр округа Конику в штате Алабама. По переписи 2010 года население составляло 3944 человека.

## История
Первые поселенцы в этом районе прибыли из  Джорджии и  Южной Каролины в 1818 году. Эвергрин был официально основан в 1819 году, когда ветеран  Войны за независимость Джеймс Кози и несколько других мужчин поселились в нынешних пределах города. Преподобный Александр Трэвис впервые назвал город его нынешним названием Эвергрин из-за обилия окружающей его зеленой листвы, растений и папоротников.
Бывший административный центр Спарты был сожжен во время федерального рейда во время  Гражданской войны . В 1866 году административный центр округа был перенесен в Эвергрин, поскольку он располагался в центре округа. Эвергрин получил статус города 28 марта 1873 года.
В 1882 году на город обрушился  торнадо , разрушивший все здания, кроме  епископальной церкви. 7 ноября 1895 года пожар уничтожил все предприятия и дома, расположенные на восточной стороне железной дороги. Пять дней спустя пожар уничтожил все предприятия и дома на западной стороне. Здание суда округа Конику сгорело в 1868, 1875, 1885 и 1895 годах.
Первая женщина-пилот ВМС США Барбара Аллен Рейни разбилась и погибла в 1982 году недалеко от Эвергрина.

## География
Эвергрин расположен недалеко от центра округа Конику на 31 ° 26′6 ″ северной широты, 86 ° 57′18 ″ западной долготы (31,435025, -86,954905). Автомагистраль между  штатами 65 проходит через северо-западную сторону города, ведя на северо-восток  121 км до  Монтгомери и на юго-запад 140 км до  Мобила.
По данным  Бюро переписи населения США, город имеет общую площадь  40,9 км², из которых 40,4 км²  приходится на сушу, и 0,5 км², или 1,12 % воды.

## Демография
| Расы                             | Количество | Проценты |
| -------------------------------- | ---------- | -------- |
| Белый (неиспаноязычный)          | 1,142      | 32.44%   |
| Афроамериканцы                   | 2,095      | 59.52%   |
| Коренные американцы              | 12         | 0.34%    |
| Азиаты                           | 23         | 0.65%    |
| Две расы и более                 | 77         | 2.19%    |
| Латиноамериканцы и Испаноязычные | 171        | 4.86%    |

### Перепись населения на 2020 года
По данным переписи населения США 2020 года , в городе проживало 3520 человек, 1441 домашнее хозяйство и 862 семьи.

### Перепись населения на 2010 год
По  переписи 2010 г. в городе проживало 3944 человека, 1536 дворов и 981 семья.  Плотность населения составляла 92,2 человека на км² . Было 1912 единиц жилья. Согласно переписи 2000 года, расовый состав населения города составлял 46,23 % белых , 52,78 % черных или афроамериканцев , 0,19 % коренных американцев , 0,19 % азиатов , 0,03 % жителей тихоокеанских островов , 0,08 % представителей других рас и 0,50 % представителей двух и более рас. гонки. 0,83 % населения составляли латиноамериканцы или латиноамериканцы любой расы. 
Насчитывалось 1536 домохозяйств, из которых в 31,7 % проживали дети в возрасте до 18 лет, 35,5 % составляли супружеские пары, проживающие вместе, в 24,8 % проживала женщина без мужа, а 36,1 % не были семьями. 33,9% всех домохозяйств состоят из отдельных лиц, а в 15,6 % проживают одинокие люди в возрасте 65 лет и старше. Средний размер домохозяйства составлял 2,31 человека, а средний размер семьи — 2,97 человека.
В городе население было рассредоточено: 28,0 % в возрасте до 18 лет, 8,5 % от 18 до 24 лет, 23,6 % от 25 до 44 лет, 22,7 % от 45 до 64 лет и 17,2 % в возрасте 65 лет или старше. старшая. Средний возраст составил 37 лет. На каждые 100 женщин приходилось 77,4 мужчин. На каждые 100 женщин в возрасте 18 лет и старше приходилось 69,1 мужчин.
Средний доход семьи в городе составлял 20 979 долларов, а средний доход семьи — 29 258 долларов. Средний доход мужчин составлял 25 357 долларов против 21 356 долларов у женщин.  Доход на душу населения в городе составлял 13 828 долларов. Около 27,6 % семей и 34,2 % населения находились за  чертой бедности , в том числе 50,6 % лиц моложе 18 лет и 28,0 % лиц в возрасте 65 лет и старше.

## Образование
Государственные школы Эвергрин включают:
- Средняя школа Хиллкреста,
- Средняя школа Тергуда Маршаллат,
- Начальная школа Эвергрин.

Частные школы в Эвергрин включают: 
- Академия Спарты.

Торговые школы: 
- Рейдский государственный технический колледж.